# Orientalische Mangrove
Bruguiera gymnorhiza, die Orientalische Mangrove, Orange Mangrove oder Schwarze Mangrove ist ein Mangrovenbaum aus der Familie der Rhizophoraceae. Er wächst in den Küstenregionen des Indopazifiks und Ostafrikas, meist in der Nähe von Flüssmündungen und oft in Gesellschaft von Rhizophora-Mangroven.

## Beschreibung
Bruguiera gymnorhiza ist ein für gewöhnlich 7–20 Meter hoher, immergrüner Baum. In seltenen Fällen kann er auch bis zu 36 Meter hoch werden.

### Stamm und Rinde
Bruguiera gymnorhiza bildet meistens einen einzelnen Hauptstamm. In seltenen Fällen können es auch mehrere sein. Die Rinde ist rau und rissig und kann je nach Standort verschiedene Farben haben. In Australien ist die Rinde dunkelgrau bis schwarz, in Südostasien dunkelgrau bis dunkelbraun. Wächst Bruguiera gymnorhiza in sauerstoffarmen Böden, bildet sie eine Vielzahl an Lentizellen aus.

### Blätter

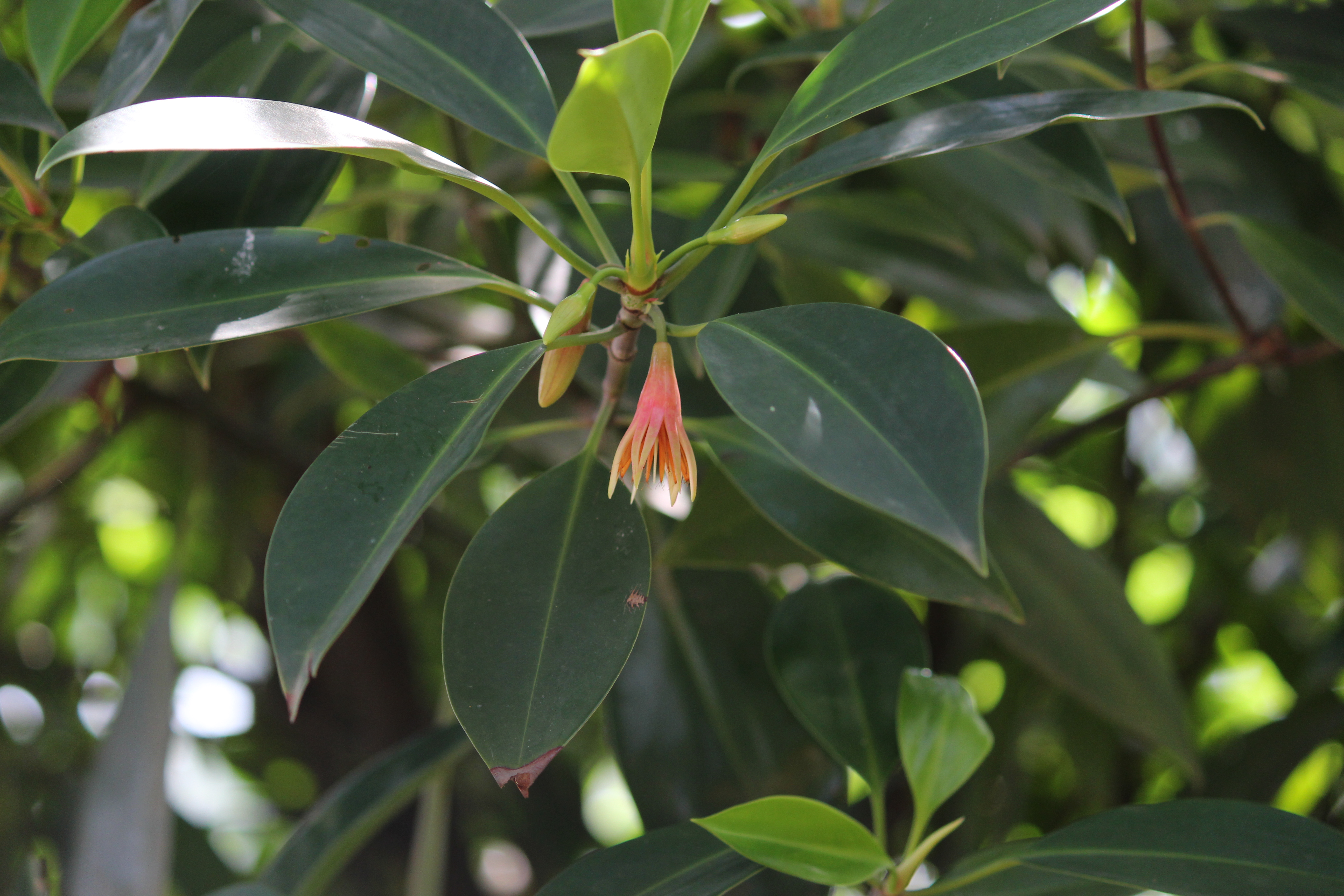
Bruguiera gymnorhiza

Im Vergleich zu anderen Arten der Gattung Bruguiera sind die gegenständigen, elliptisch geformten, ledrigen Laubblätter von Bruguiera gymnorhiza verhältnismäßig groß. Sie können bis zu 25 cm lang werden, in der Regel sind sie aber 12–20 cm lang und 3–9 cm breit. Die Oberseite ist glänzend dunkelgrün, während die Unterseite deutlich heller ist. Es sind Nebenblätter vorhanden.

### Blüten

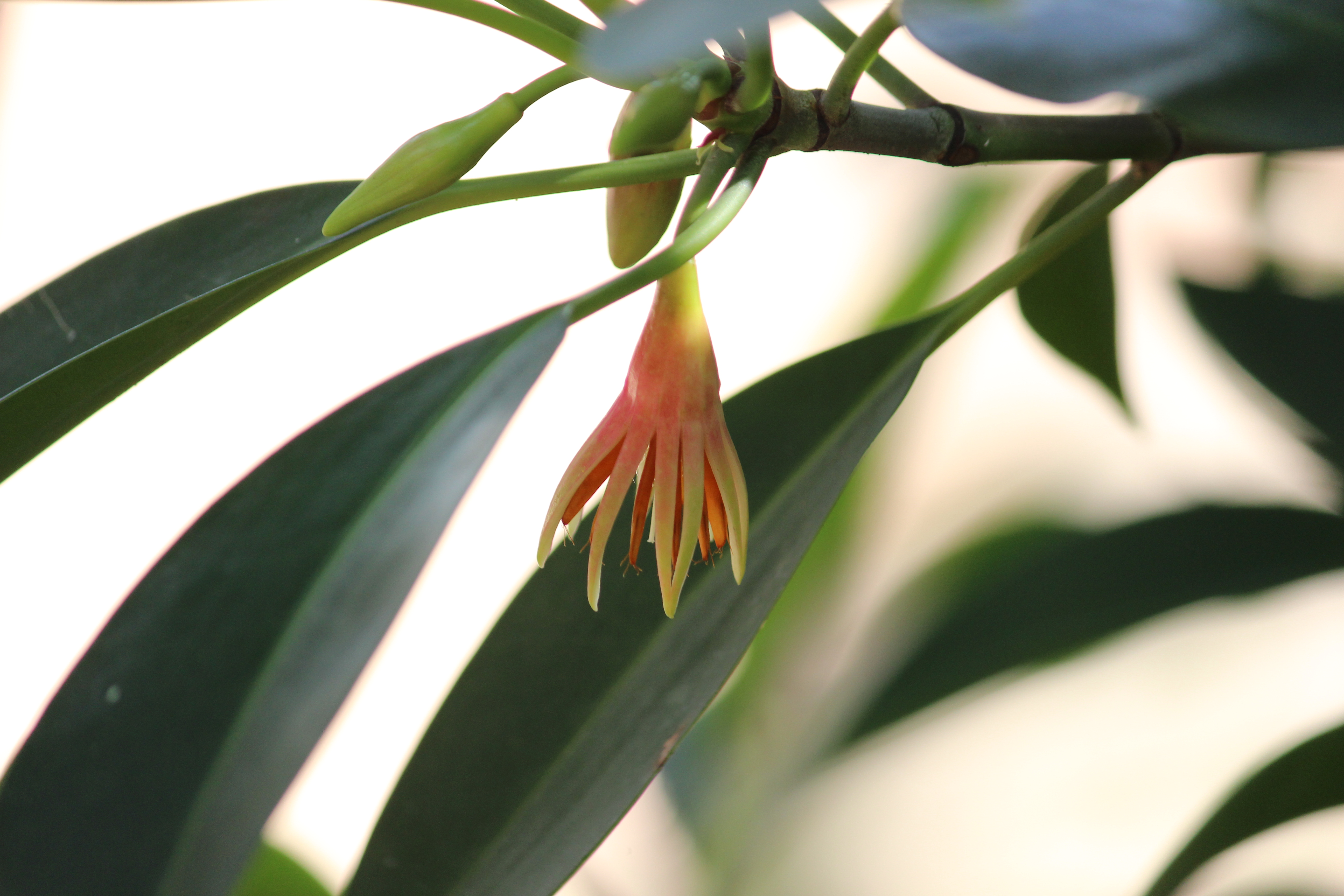
Blüte

Die gestielten, meist hängenden Blüten mit doppelter Blütenhülle erscheinen einzeln und achselständig. Die bis zu 5 cm langen Blüten sind glockenförmig und können in verschiedenen Farbformen auftreten, von hellorange über dunkelrosa bis hin zu dunkelrot ist alles möglich. Das Perianth ist bis zu 16-teilig. Der becherförmige Kelch ist ledrig mit langen Zipfeln. Die Petalen sind zweilappig mit langen Borsten an der Spitze und am Rand bewimpert. Ab einem Alter von 5 Jahren kann Bruguiera gymnorhiza blühen. Es sind viele, paarig stehende Staubblätter und ein unterständiger Fruchtknoten ausgebildet, die längliche Narbe ist gelappt.

### Samen
Anders als bei anderen Rhizophoraceae-Mangroven sind die Samen von Bruguiera gymnorhiza ihre langen zylindrischen Früchte, Beeren. Die Samen wachsen direkt aus der Blüte, keimen dort (vivivpar) und fallen im reifen Zustand herab. Frische Samen sind hellgrün bis dunkelgrün gefärbt und weisen eine heller Spitze auf, nach der Trennung vom Mutterbaum färben sie sich langsam braun. Ihre Struktur ist gerillt.

### Wurzeln
Bruguiera gymnorhiza bildet hauptsächlich Kniewurzeln aus. Diese entstammen dem unterirdischen Wurzelnetzwerk und durchbrechen den Boden von unten heraus, um den Gasauatausch zu verbessern. Sie können im Radius von 10 Metern um den Baum herum entstehen, bis zu 60 cm in die Höhe ragen und sind mit einer Vielzahl von Lentizellen versehen. Je nach Standortbedinungen unterscheiden sich die Kniewurzeln in Form und Größe.
Wächst sie in Bereichen, in denen es zur Sedimentabtragung kommt, kann sie allerdings auch kleine Stützwurzeln ausbilden. Diese entspringen ähnlich wie bei Rhizophora-Arten dem Stamm und wachsen von dort aus Richtung Boden. Auch sie können Lentizellen ausbilden.

## Verbreitung
Bruguiera gymnorhiza ist an den Küstenregionen von Ostafrika, Australien und Asien heimisch. Dazu zählen Kenia, Madagaskar, Malediven, Mauritius, Mosambik, Seychellen, Somalia, Südafrika, Sudan, Tansania, Brunei Darussalam, Kambodscha, China, Indien, Indonesien, Japan, Malaysia, Myanmar, Philippinen, Singapur, Sri Lanka, Taiwan, Thailand, Vietnam, Australien,  Fidschi, Guam, Mikronesien, Neukaledonien, Palau, Papua-Neuguinea, Samoa, Salomonen, Tonga und Vanuatu.
Mittlerweile kommt Bruguiera gymnorhiza auch in Florida vor.

## Habitat
Bruguiera gymnorhiza wächst bevorzugt im Gezeitenwatt in der Nähe von brackwasserhaltigen Flussmündungen. In Mangrovenwäldern ist sie eher in hinteren Bereichen zu finden. Selten kann man sie auch weiter im Landesinneren vorfinden.
Sie stellt kaum Ansprüche an den Boden und kommt sowohl mit sauerstoffarmen Schlamm als auch mit sandigen und steinigen Untergründen zurecht.

## Namen
Der geläufigste deutsche Name für Bruguiera gymnorhiza ist Orientalische Mangrove. Allerdings gibt es weitere Namen, die Verwendung finden: Durch ihre relativ großen Blätter und die orangen Blüte wird sie im Englischen Large-Leafed Orange Mangrove (Großblättrige orange Mangrove) oder Orange Mangrove (Orange Mangrove) genannt. Black Mangrove (Schwarze Mangrove) ist ebenfalls geläufig. Dort besteht allerdings Verwechslungsgefahr mit Avicennia germinans. Die Verwendung des Namens Karibische Mangrove ist irreführend, da Bruguiera gymnorhiza dort nicht heimisch ist.
Grammatikalisch korrekt wäre der das Epitheton gymnorrhiza mit zwei rr durch das griechische ῥ (vergleiche Mykorrhiza), da aber bereits Linné den Namen mit einem r schrieb, wurde beschlossen, die Orginalschreibweise beizubehalten.

## Nutzung
Das Holz von Bruguiera gymnorhiza wird aufgrund der besonders hohen Dichte als Bauholz für Boote, Häuser und Möbel verwendet.